# آیلین وورنوس
آیلین وورنوس (انگلیسی: Aileen Wuornos؛ ۲۹ فوریهٔ ۱۹۵۶ – ۹ اکتبر ۲۰۰۲) یک قاتل زنجیره‌ای اهل ایالات متحده آمریکا بود.

## زندگی
آیلین در یک خانوادهٔ ۳ نفره به دنیا آمد. بعد از تولد آیلین، پدر خانواده آنها را ترک کرد؛ چرا که متجاوزی تحت تعقیب بود. مادر آیلین هم بعد ۴ سالگی او، آنها را ترک کرد.
آیلین توسط پدر و مادربزرگش بزرگ شد. پدربزرگ او مدام به او تجاوز می‌کرد و وقتی در حال کتک زدنش بود، او را وادار به برهنه شدن می‌کرد. او همچنین برای دریافت مواد و سیگار و غذا در مدرسه مجبور به تن‌فروشی بود. پدر بزرگ آیلین او را به فردی فروخت و آن شخص خریدار که دوست پدربزرگ او بود، مدام به او تجاوز می‌کرد و آیلین هم از دست او فرار کرد و به شهر دیگری رفت و ازدواج کرد؛ ولی طولی نکشید که طلاق گرفت و رفت. او بزرگ شد و شروع به دزدی و فروش مواد و جیب بری و غیره در خیابان‌ها کرد و در نهایت به تن‌فروشی روی آورد.
بعد از مدتی او اولین قتلش را با اسلحه انجام داد. در دادگاه دلیل قتلش را تجاوز و دفاع از خود بیان کرد. همچنین بعد از مدتی گفت که پلیس‌ها نمی‌خواستند کاری کنند، وگرنه من اینقدر از خودم اثر انگشت به‌جا گذاشته‌ام که یک کودک هم می‌توانست تشخیص بدهد که کار من بوده.
در نهایت او در سال ۲۰۰۲ میلادی به جرم قتل حداقل ۷ مرد در اواخر دهه ۱۹۸۰ و اوایل دهه ۱۹۹۰ میلادی اعدام شد.

## اقتباس سینمایی
در سال ۲۰۰۳ از روی این شخصیت فیلمی با نام هیولا (انگلیسی: Monster) با بازی شارلیز ترون و کارگردانی پتی جنکینز ساخته شد که با استقبال خوب منتقدان نیز همراه بود و توانست یک جایزه اسکار را نیز برای بازیگر نقش اصلی یعنی شارلیز ترون به ارمغان آورد.